# Chiesa di San Francesco Grande (Padova)
La chiesa di San Francesco Grande (per non confonderla con la chiesa di San Francesco Piccolo scomparsa già nel secolo XVI) o più semplicemente chiesa di San Francesco è un edificio religioso che si affaccia su via San Francesco, già contrà dei porteghi alti, a Padova. Titolata a San Francesco d'Assisi, sorse per il volere filantropico di Baldo de' Bonafarii e Sibilla de Cetto con il Convento dei Frati Minori che l'hanno avuta in cura sino al 1810 assieme l'Ospedale di San Francesco Grande che fu in uso sino al 1798.
Divenuta chiesa parrocchiale assorbendo il titolo di San Lorenzo e San Giorgio, è stata riaffidata ai minori nel 1914. Nel settembre 2020 i francescani hanno rinunciato alla cura del complesso consegnandolo al clero secolare.

## Storia

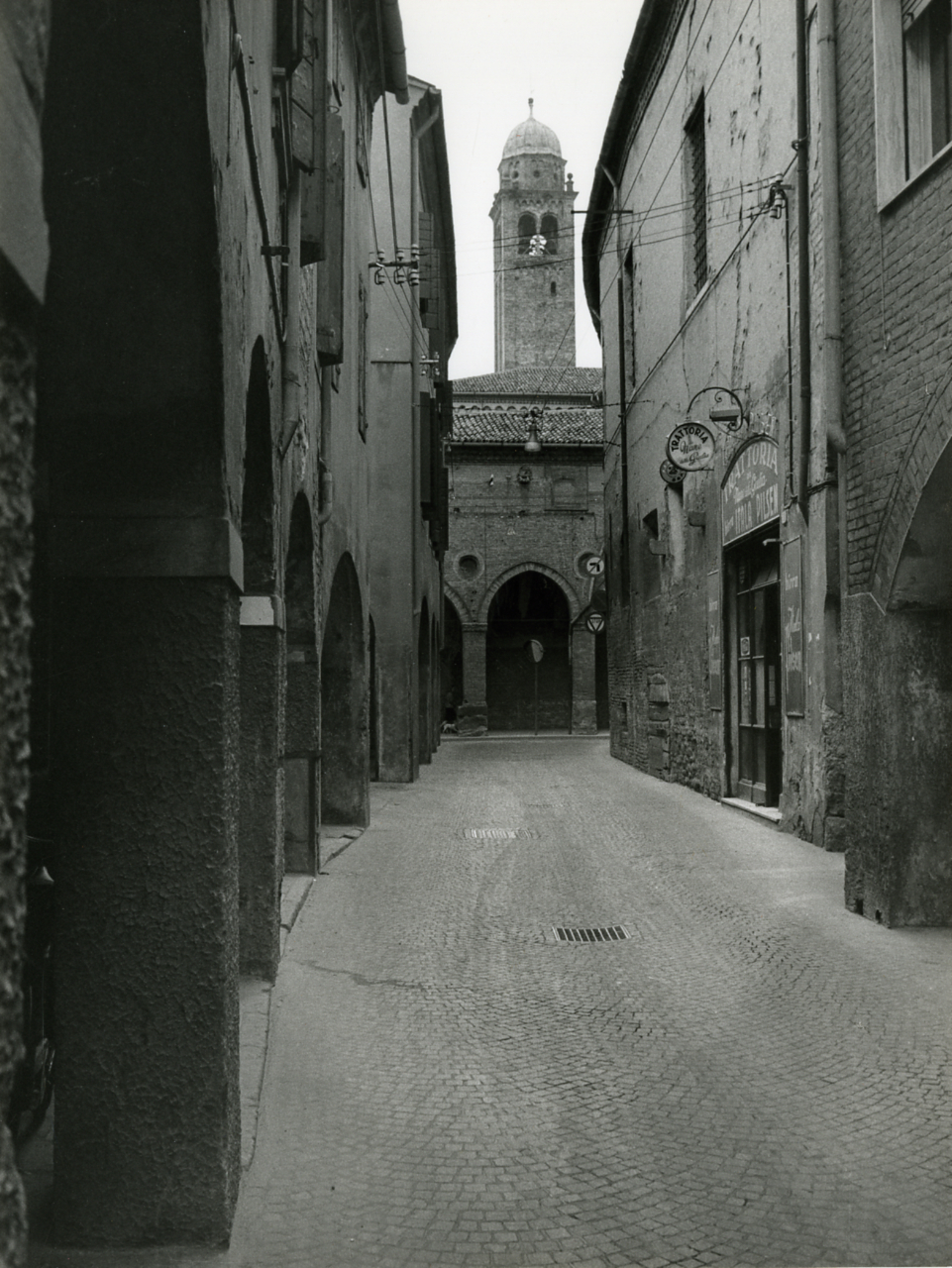
Il campanile e la facciata visti da via Santa Sofia, in una foto di Paolo Monti del 1967

Il 29 dicembre 1414 nell'episcopio patavino, di fronte al vescovo Pietro Marcello e ad altri testimoni, Baldo Bonafari e la sua consorte Sibilla da Cetto dichiaravano di voler destinare parte dei loro beni alla costruzione di una chiesa con convento ed un ospedale a contrà Santa Margherita, da destinare ai Frati Minori Osservanti. Il Bonafari si riservava di eleggere il rettore dell'ospedale, diritto che alla sua morte sarebbe passato al Collegio dei Giuristi dell'Università degli Studi di Padova. La prima pietra fu posata il 25 ottobre 1416 dall'Arciprete della Cattedrale, Bartolomeo degli Astorelli. La costruzione della chiesa nel territorio della parrocchia di San Lorenzo provocò dapprima qualche incertezza; il vescovo acconsentì e i lavori procedettero spediti guidati dal capomastro Nicolò Gobbo. Dopo la morte del Bonafari l'opera fu portata a compimento dalla moglie Sibilla che nel testamento del novembre 1421 chiedeva di essere sepolta nella nuova chiesa, probabilmente in fase di conclusione.
La chiesa sorse a croce latina, in stile gotico, venne consacrata il 24 ottobre 1430. Alla metà del quattrocento il cronista Savonarola la definisce templum quidem magnum ma alla fine del secolo era già insufficiente per la comunità dei Minori. Contestualmente ad un ampliamento del convento, agli inizi del Cinquecento la chiesa fu ingrandita a direzione dell'architetto Lorenzo da Bologna. La chiesa quattrocentesca - a croce latina con tre absidi e navata divisa dal coro, tre cappelle comunicanti sul lato sinistro - fu largamente ingrandita: fu costruito un grande presbiterio che accolse nuovi ampi stalli corali. La navata quattrocentesca fu affiancata da due spaziose navate minori con cappelle.
A causa delle soppressioni napoleoniche la comunità dei Frati Osservanti lasciò l'edificio ed il convento nell'aprile 1810 e nello stesso anno diventò chiesa parrocchiale curata dal clero secolare. Assorbì nel proprio territorio la parrocchia di Santo Stefano, su cui già furono convenute, nel 1808 le parrocchie di San Lorenzo e San Giorgio. Nel 1862 fu rinnovato il pavimento, e in quell'occasione furono levate le molte lastre tombali di cui era disseminato. Molte furono spostare tra i chiostri. Nel 1873 la chiesa fu oggetto di un restauro complessivo

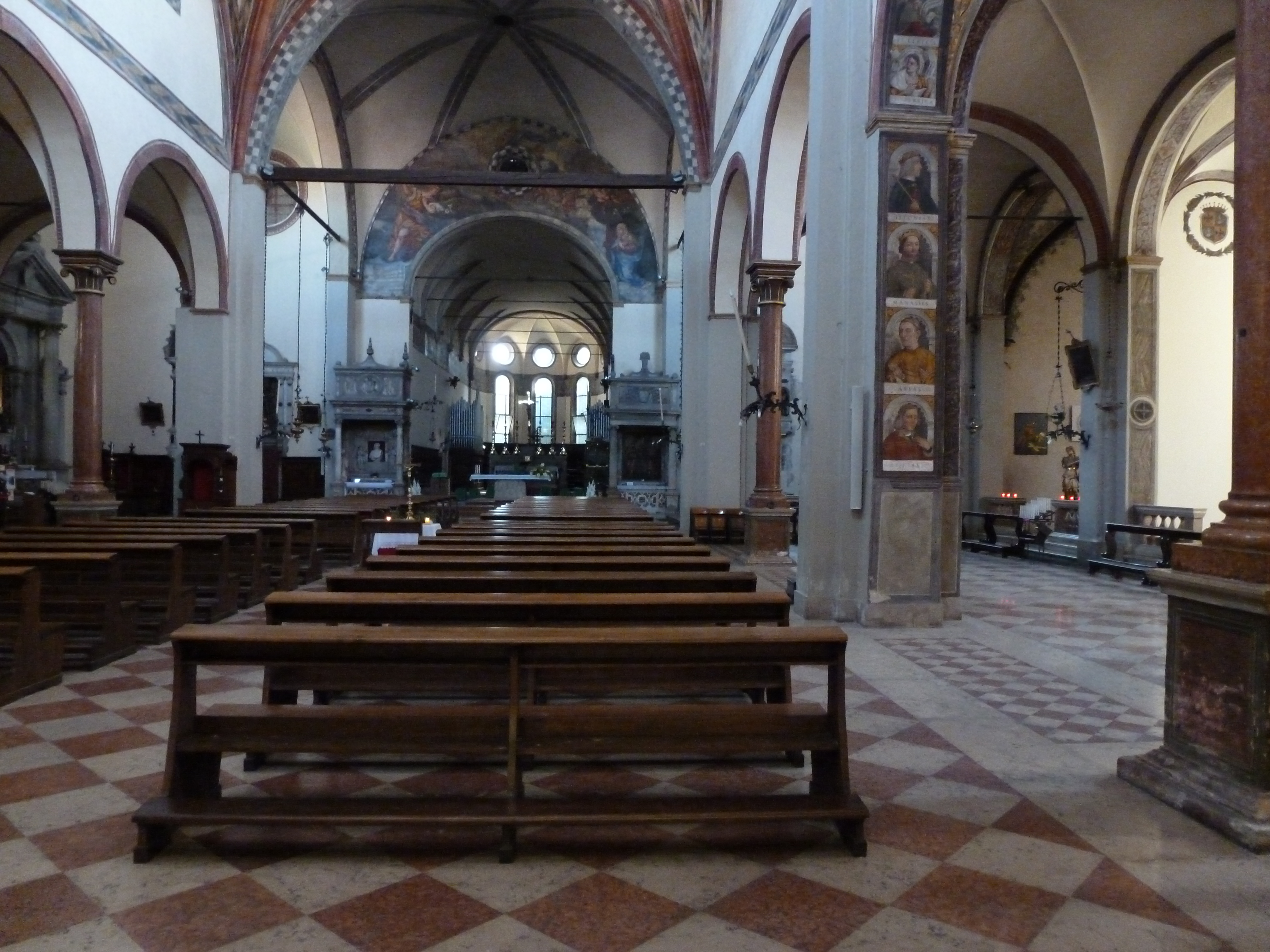
La navata centrale

Nel 1914 i Frati Minori rientrarono nella chiesa e in parte del vecchio convento prendendo possesso della parrocchia. Nel 2020, tuttavia, i frati hanno dovuto rinunciare nuovamente al complesso riconsegnandolo alla cura del clero secolare.
Nel corso dei secoli, nella chiesa furono sepolti, oltre ai fondatori Baldo e Sibilla, numerosi personaggi illustri come il letterato Bartolomeo Cavalcanti, il medico e filosofo Pietro Roccabonella, l'arciprete di Barbarano Mossano Bartolomeo Sanvito, il giureconsulto e canonico del capitolo patavino Girolamo Negri, i medici Ermenegildo Pera e Nicolò da Rio ed ancora, Girolamo Cagnolo ed il fiorentino Antonio Berardi, il canonico Ginolfo Sperone degli Alvarotti. Nella chiesa è sepolto anche Ferdinando Carlo di Gonzaga-Nevers, ultimo duca di Mantova (il teschio è stato portato a Santa Barbara nel 2002) e il pittore Francesco Squarcione.
È assoggetta alla parrocchia con titolo di oratorio la Chiesa di Santa Margherita e di proprietà parrocchiale è anche la Scuola della Carità.

## Descrizione

### Esterno

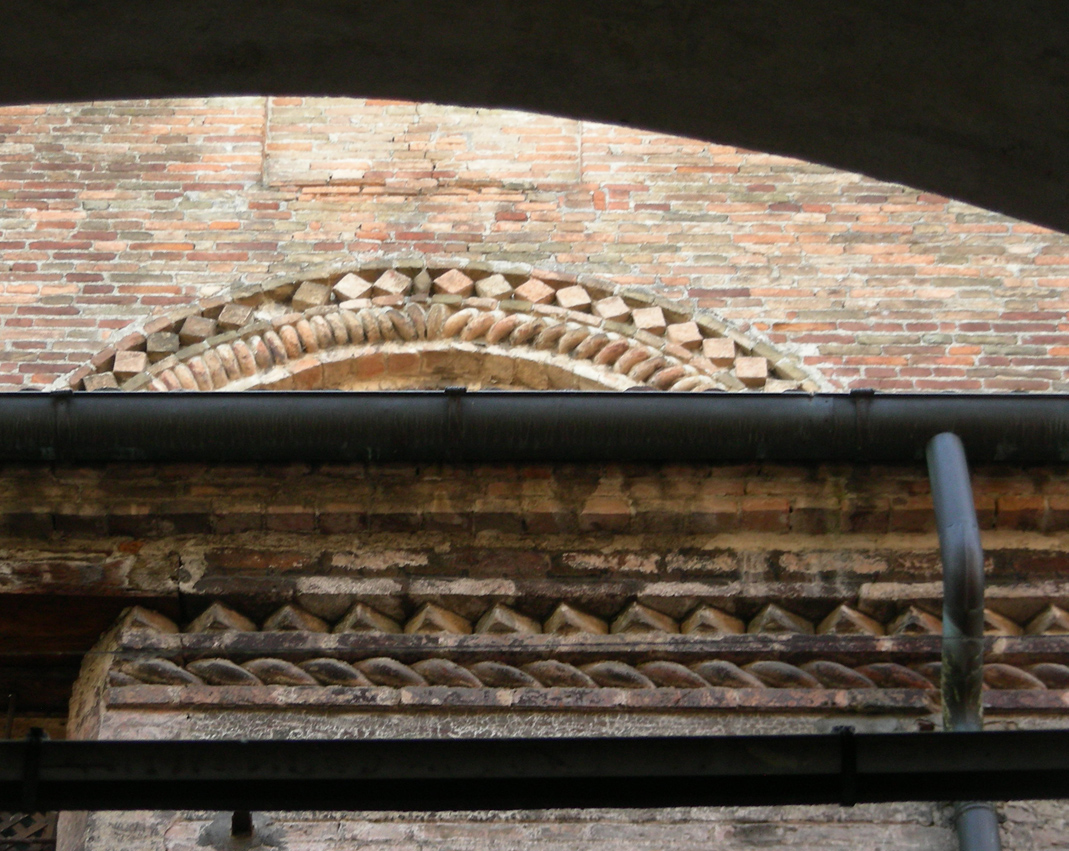
Le decorazioni in cotto che caratterizzano l'edificio.

#### Il portico

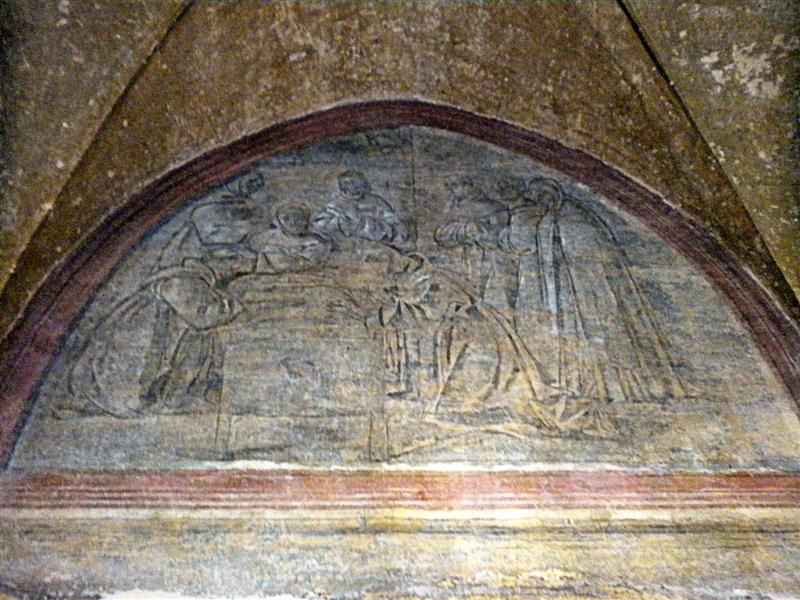
Una "verdeterra" di Francesco Squarcione.

La chiesa è parte di un grandioso complesso gotico e si pone come divisione tra il convento posto, rispetto alle navate, a sinistra e l'Ospedale, posto a destra. A collegamento tra le varie strutture sta il lungo portico parallelo alla via, composto da trentasette arcate con decorazioni in cotto; quelle corrispondenti alla chiesa e al convento sono ventisei e rette da colonne. Il sottoportico, tutto voltato a crociera, era completamente decorato dalle storie di San Francesco in "verdeterra" (sorta di grisaglia) lavoro di Francesco Squarcione eseguito tra il 1452 ed il 1466. Il tempo ha deteriorato il ciclo tanto che già alla metà del settecento i frati tennero capitolo per decidere se coprirlo a bianco. Oggi, nel completo degrado, si scorge solo qualche figura. Nel maggio 2014 è principiato il restauro della preziosa decorazione pittorica. 

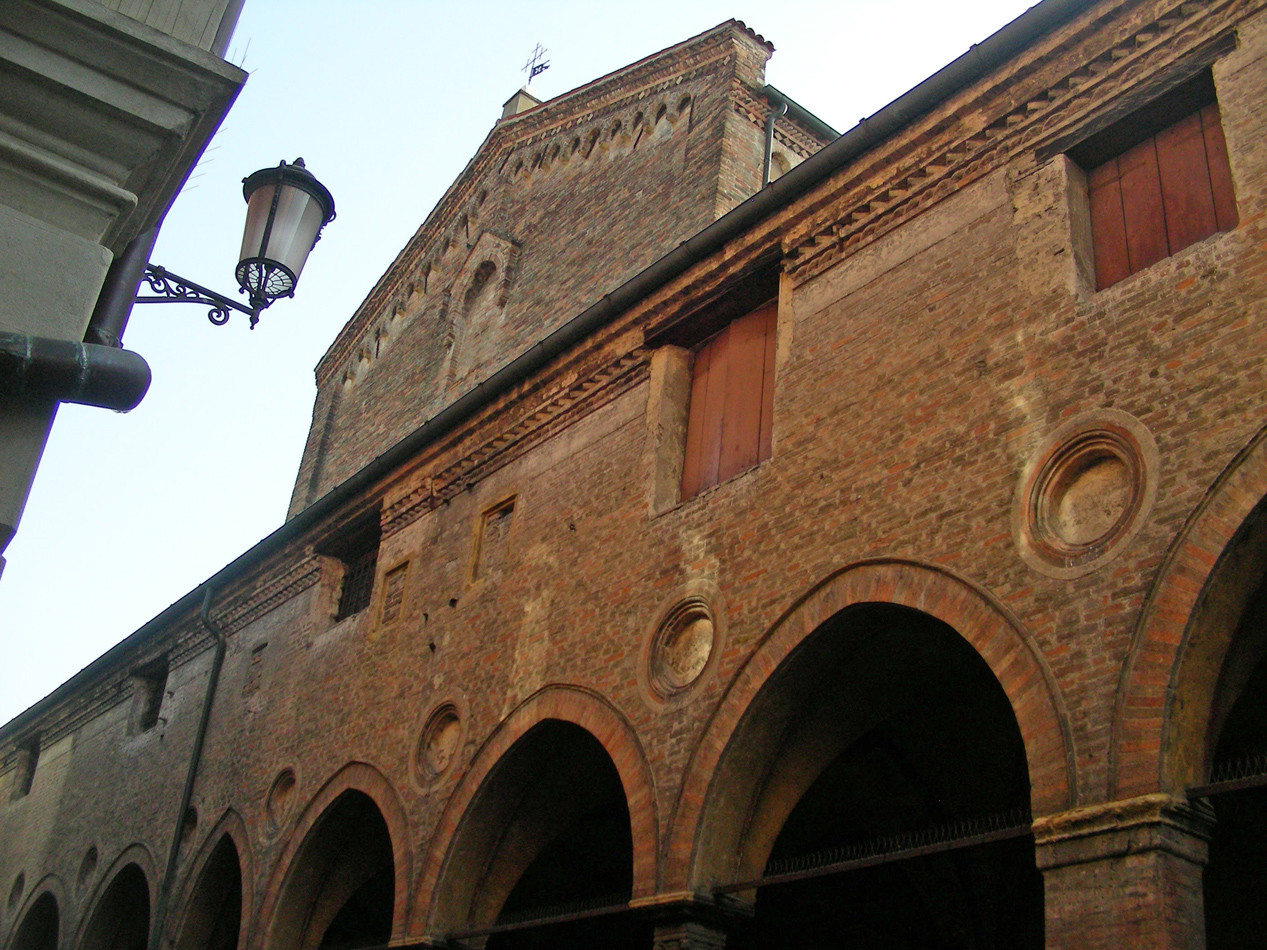
Il portico e la facciata con l'edicola.

#### La facciata

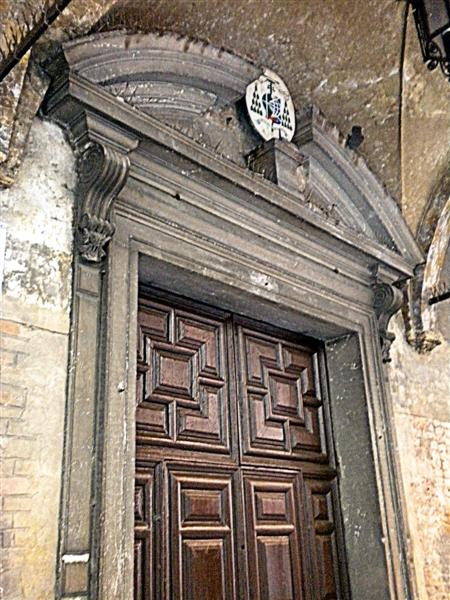
La porta maggiore.

La facciata, preceduta dal portico che sostiene il passaggio che collegava il convento allo Spitale, guarda a levante. Si scorge la slanciata sommità, decorata da archetti pensili, torciglioni e fasce decorative in cotto. Vi si apre un grande rosone, sormontato da un'edicola che probabilmente proteggeva un affresco ora perduto. L'accesso è garantito da tre portali: quello centrale è barocco, seicentesco, gli altri, simmetrici, sono quattro - cinquecenteschi e si aprono sulle navate laterali.

#### Le fiancate
La navata centrale (affiancata dalle laterali) si erge alta rispetto agli edifici circostanti ed è, con il transetto, decorata da archetti pensili che ne segnalano l'origine quattrocentesca. Lungo le murature si aprono rosoni gotici e monofore cinquecentesche. Le navate laterali e la lunga abside sono frutto del lavoro di ingrandimento svolto sul finire del quattrocento e l'inizio del secolo successivo alla guida di Lorenzo da Bologna.

#### Il campanile
Alto e slanciato, si erge accanto al fianco sinistro dell'abside. Gotico, quattrocentesco, decorato da numerosi archetti pensili. La cella, aperta su quattro larghe bifore per lato, ospita un concerto di cinque campane e un campanello di richiamo. La torre è coronata da un cupolino coperto da lastre di piombo, sorretto da un tamburo ottagonale.

### Interno

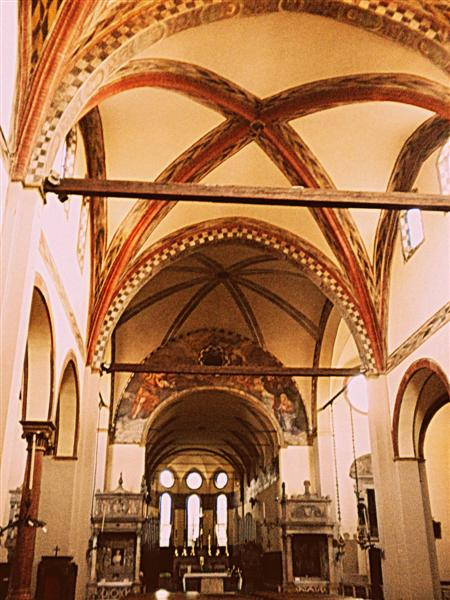
L'interno della chiesa.

Lo spazio è ampio e luminoso, ritmato dalle volte a crociera decorate da fasce geometriche a fresco. Interessante pure la crociera, coperta da una volta ad ombrello. Sul fondo, un po' oscuro, il coro di Lorenzo da Bologna che nei secoli passati qualcuno attribuiva al Sansovino. Le quattro colonne medievali in marmo rosso che sostengono le arcate a tutto sesto provengono da Piazza dei Signori (conservano gli anelli da briglia) e furono donate nel 1502 dall'amministrazione cittadina. Sui sottarchi che dividono le campate, si conservano pregevoli affreschi tardogotici. Lungo le navate è posta una notevole Via Crucis settecentesca, su cornici originali.

#### La controfacciata

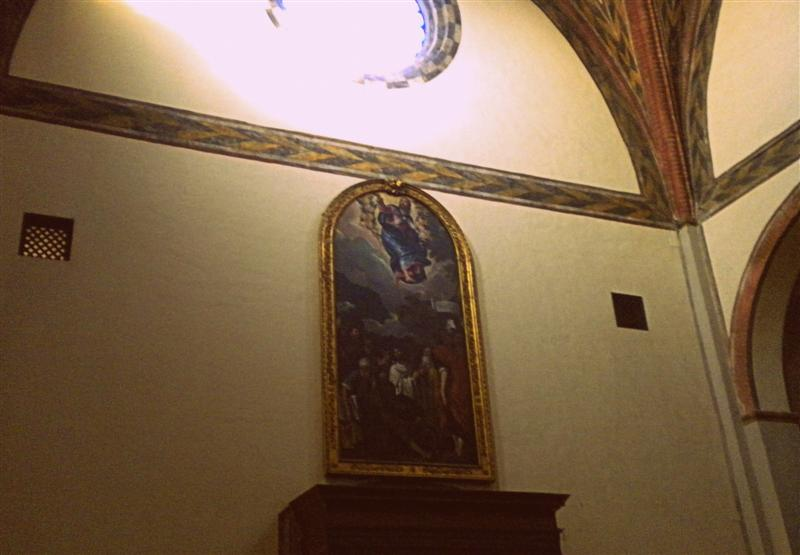
Pala della Trasfigurazione sulla controfacciata.

In controfacciata è posta l'Ascensione di Paolo Veronese. La parte inferiore è un'integrazione di Pietro Damini effettuata nel 1625 a seguito di un furto - il frammento trafugato è ora esposto a Praga - Sopra le porte laterali, monumenti funebri fiorentini: quello di destra è il deposito tardorinascimentale di Antonio Berardi, quello manierista a sinistra con busto è il deposito di Bartolomeo Cavalcanti, morto in esilio a Padova nel 1562.

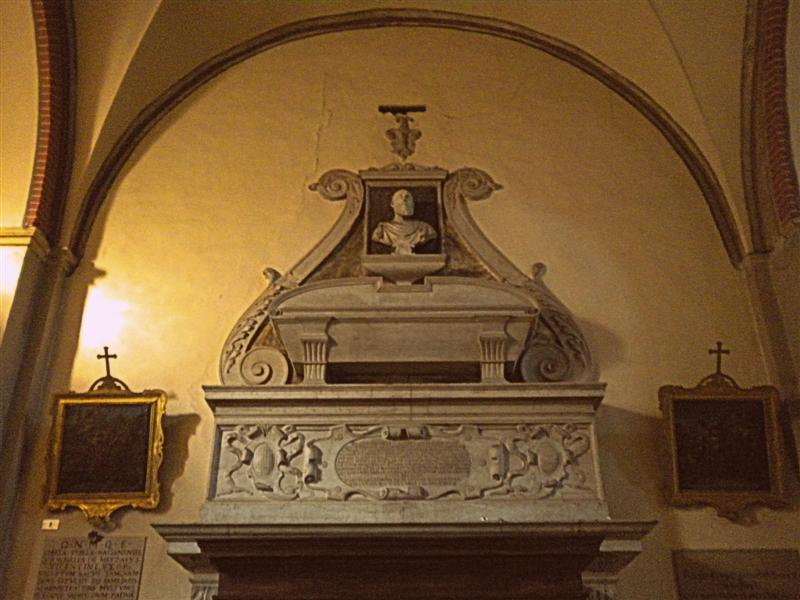
Il sepolcro di Bartolomeo Cavalcanti

#### La navata destra e le cappelle
Nella prima cappella (dall'ingresso) sta l'altare dedicato a san Giuseppe con pala del XVII o XVIII secolo. Segue poi la notevole Cappella di Santa Maria della Carità e la Cappella del Sacro Cuore, con altare del XVI secolo. Nella quarta cappella è posta la preziosa pala di Luca da Reggio San Francesco stigmatizzato comprata dal conte Nicolò da Vigonza nel 1656 e già destinata alle gallerie di Francesco I d'Este. Nella stessa è ubicato il quadro San Francesco Penitente, rifacimento caravaggesco ad opera del pittore Claudio Laudani.

##### La Cappella di Santa Maria della Carità

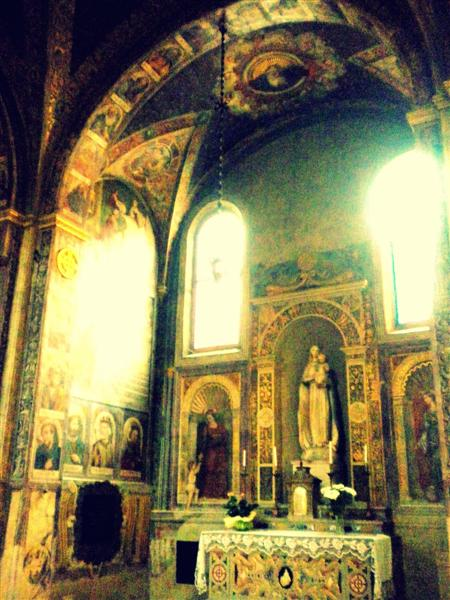
La cappella di Santa Maria della Carità.

La seconda cappella sulla navata destra, dedicata a Santa Maria della Carità, è completamente affrescata da Girolamo Tessari. È forse l'apice del lavoro dell'artista che riprese alcune figure da incisioni di Albrecht Dürer. Compiute tra il 1523 e il 1524, le pitture furono commissionate dalla confraternita della Carità, che aveva sede nella Scuola della Carità (l'edificio dirimpetto alla chiesa) e godeva di diritto sull'altare della cappella. Sulle pareti sono raffigurate le storie della Vergine, e numerosi personaggi biblici. sulla volta a botte vi è l'Eterno Padre, sul sottarco, le Sibille. Sulla volta a crociera, il tetramorfo. Accanto all'altare, le straordinarie e suggestive allegorie della Carità (a sinistra) e della Fede (a destra) che furono attribuite anticamente a Dosso Dossi. La statua della Vergine è di Luigi Strazzabosco.

#### Il transetto destro

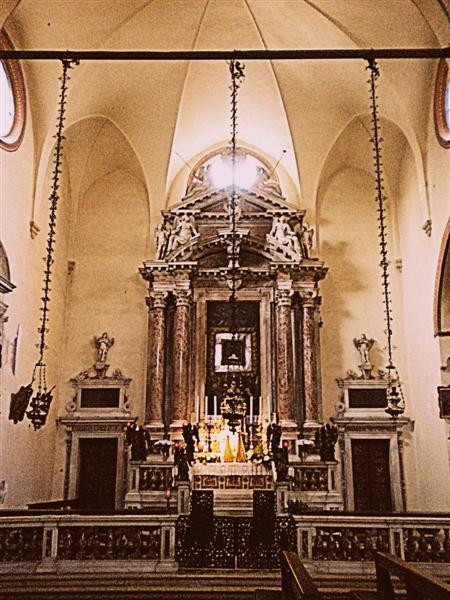
L'altare del Santissimo Sacramento.

Sullo spazio del transetto destro si impone monumentale l'altare del Santissimo Sacramento, opera dell'architetto Giuseppe Sardi compiuto tra il 1655 e il 1670, racchiude l'immagine miracolosa del Cristo Passo. Alle balaustre sono posti gli angeli bronzei di Tommaso Allio.

##### Il monumento di Pietro Roccabonella
Sopra la porta sulla sinistra è posto il monumento al medico filosofo veneziano Pietro Roccabonella, opera sorta a partire dal 1491 su progetto di Bartolomeo Bellano, a cui si deve il progetto architettonico e gli altorilievi bronzei, ed in seguito conclusa nel 1497 da Andrea Briosco, a cui sono attribuiti i putti reggiscuodo. Il monumento fu probabilmente smembrato e decontestualizzato nel cinquecento. La parte inferiore, con il Roccabonella in cattedra fu collocata nell'attuale posizione sopra la porta della Cappella di San Gregorio Magno, mentre la parte superiore, con l'altorilievo raffigurante la Vergine con il Bambino tra i Santi Francesco e Pietro, fu dapprima posta nella prima cappella del transetto sinistro come dossale d'altare (lo segnala il Rossetti nel 1780) in seguito fu collocata nell'attuale locazione, sopra la porta dell'antisacrestia.

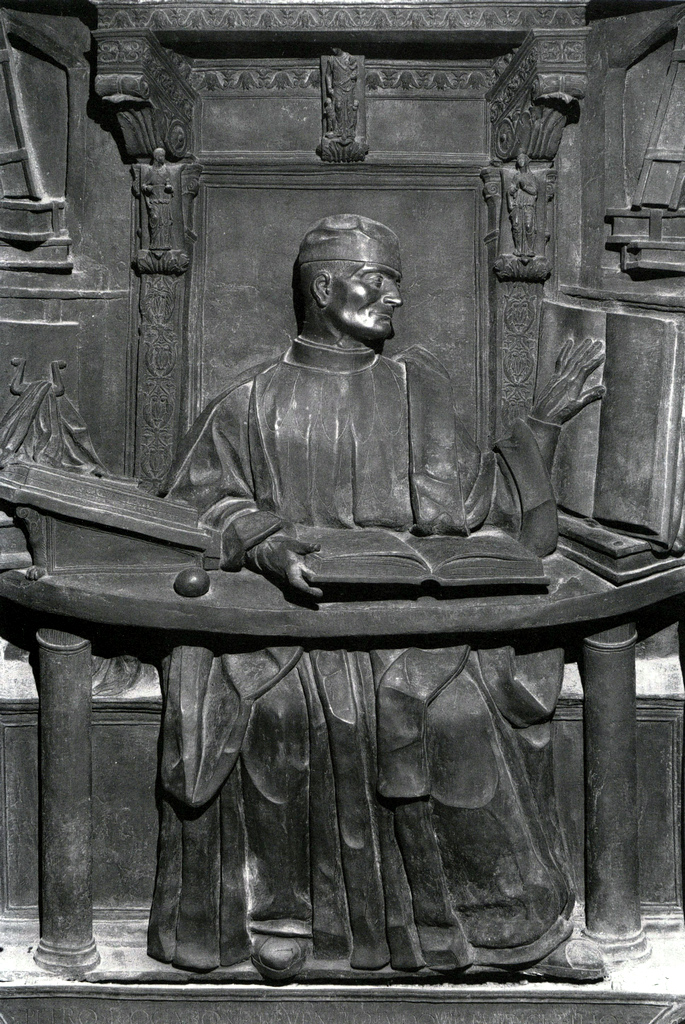
Bartolomeo Bellano, Monumento Roccabonella, 1491-1494
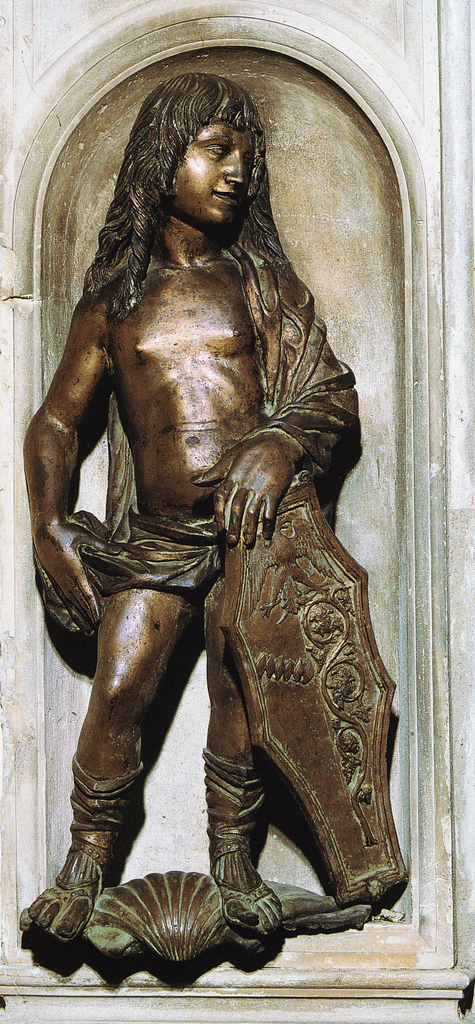
Bartolomeo Bellano, Monumento Roccabonella, Putto reggiscudo

#### Il presbiterio

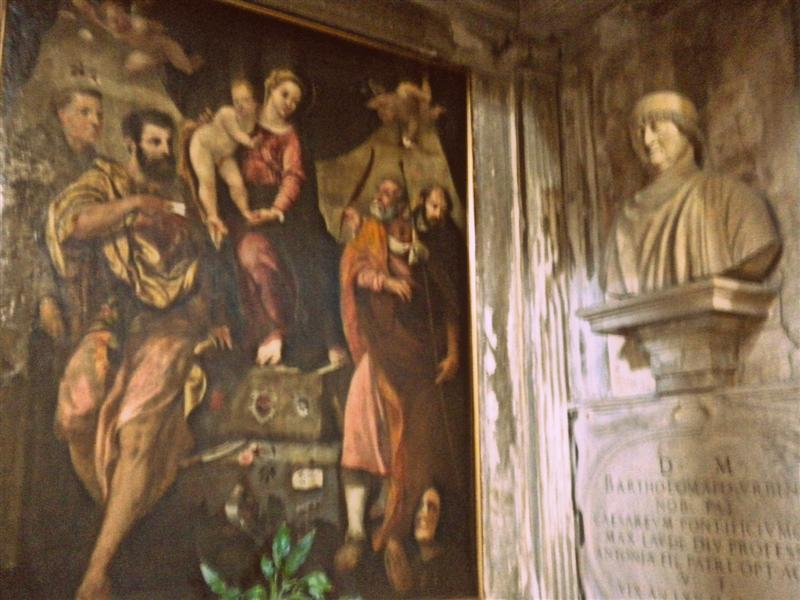
La pala di Paolo Pino ed il busto di Bartolomeo Urbino.

Sopra l'arcata vi è un'Annunciazione secentesca, da alcuni attribuita a Pietro Liberi altri ad Angelo Garzoni.
Il Rossetti e il Moschini ricordano che lungo le pareti del coro vi erano due grandi teleri "assai danneggiati" (La gloria del Paradiso e Il Giudizio finale) di Francesco Maffei, ora perduti. Lungo le pareti si dipana un fregio cinquecentesco che raffigura i protomartiri francescani, forse opera di Stefano dell'Arzare.
L'altare maggiore è lavoro di Mattia Carneri, concluso nel 1705 a spese del nobile Francesco Leon Cavazza. Durante l'Ottocento vi fu appeso Il martirio di Santo Stefano del Damini, proveniente dall'omonima chiesa. Originariamente, sull'altar maggiore vi era un grande polittico di Antonio e Bartolomeo Vivarini in seguito smembrato e disperso. Nel 1971 Federico Zeri ne propose una ricostruzione.
L'altare postconciliare è opera stridente di Luigi Strazzabosco (1973). Notevole la ruota da libri posta nel coro seicentesco opera in marmo e legno del XVI secolo. 

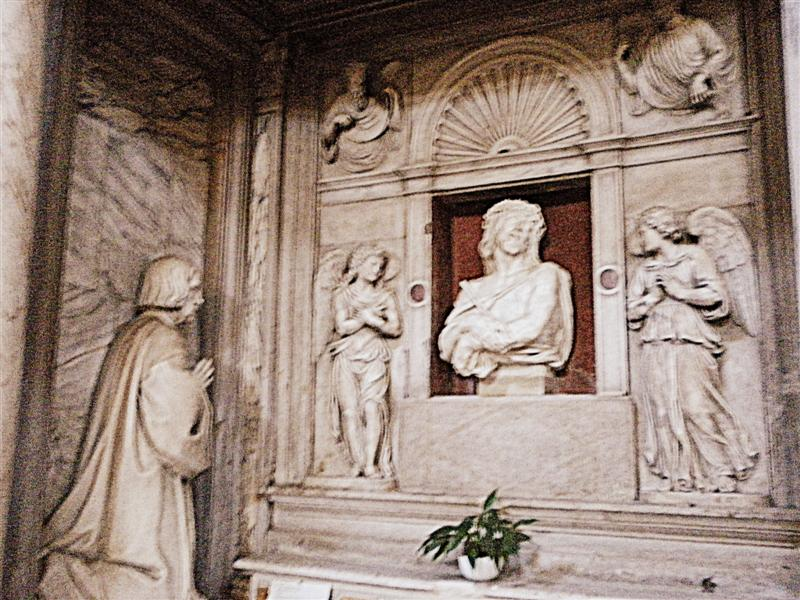
Ecce Homo di Filippo Parodi e statua di Bartolomeo Sanvito

Le due edicole lombardesche con altari, ai lati del presbiterio, sono probabilmente parte del vecchio coro e furono portate nell'attuale locazione a seguito della riforma liturgica del Concilio di Trento. Sotto l'edicola di destra Madonna col Bambino e Santi di Paolo Pino (1565) con mezzobusto raffigurante il giureconsulto Bartolomeo Urbino, committente. Sull'edicola di sinistra, entro raffinatissimo dossale di Bartolomeo Bellano (1527), Ecce Homo di Filippo Parodi, proveniente dalla chiesa di Santo Stefano (sostituisce una precedente tavola di Antonio Zanchi recante lo stesso soggetto), accanto, sulla sinistra, è raffigurato a ginocchioni (in tutto tondo), ad opera sempre del Bellano, l'arciprete Bartolomeo Sanvito, benefattore dei minori di San Francesco Grande.

#### L'antisacrestia e la sacrestia

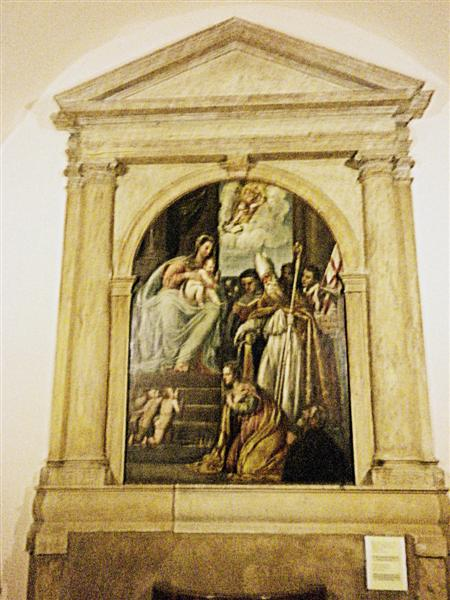
La pala di Stefano dall'Arzare.

Dall'antisacrestia, ricca di monumenti e lapidi con altare adornato della pala di Stefano dall'Arzare (San Prosdocimo battezza Santa Giustina) si accede alla sacrestia. Con ricco mobilio cinquecentesco, è adornata da un ciclo seicentesco di 19 tele raffiguranti i Miracoli di San Francesco, opere di Giovan Battista Pellizzari, Giovanni Specchietti e Daniel van den Dyck

#### Il transetto sinistro
Lo spazio è occupato dal monumentale altare "della Salute": di rigida impostazione classica - della cerchia di Michele Sanmicheli - fu commissionato da Andrea Capodivacca. Ospitava originariamente l'Ascensione del Veronese sostituita nell'Ottocento dalla venerata immagine di Jacopo Palma il Giovane (per altri di Paolino Apollodoro) Vergine in attesa del parto commissionata dalla famiglia Strà nel 1618 e proveniente dalla chiesa di San Lorenzo.

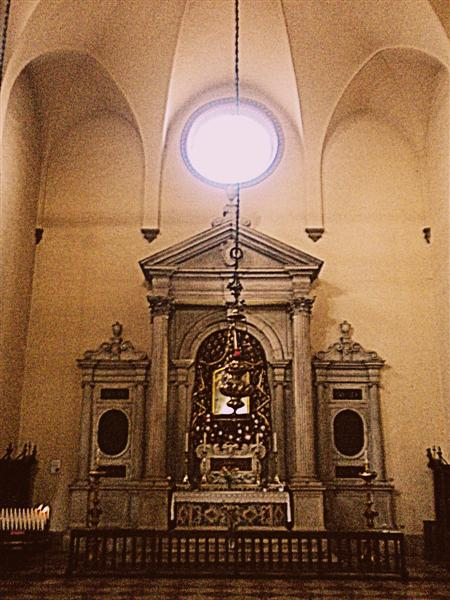
L'altare "della Salute".

#### La navata sinistra e le cappelle

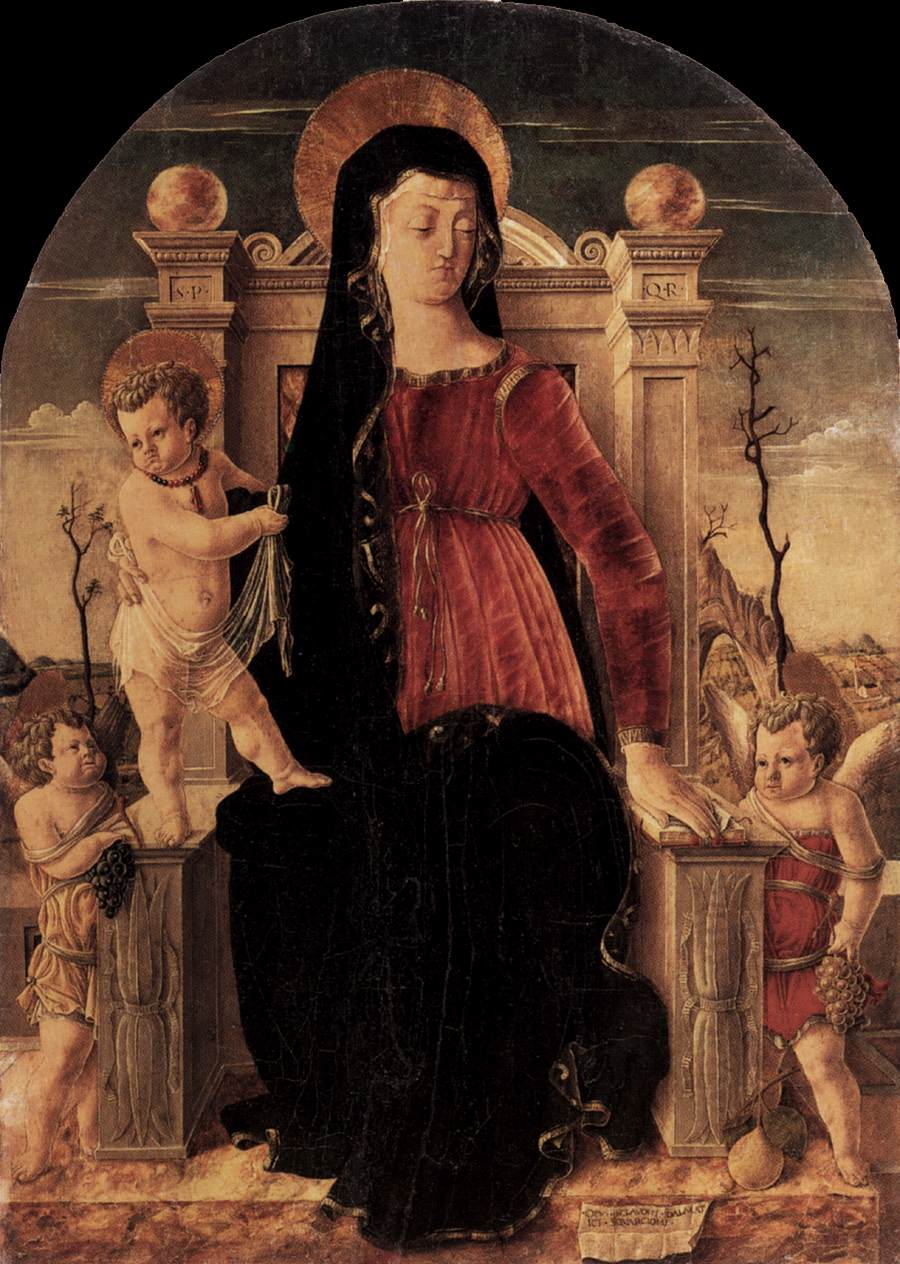
La Madonna con Bambino in trono dello Schiavone, ora a Berlino.

Nella quarta cappella (dall'ingresso) sta sull'altare un crocefisso attribuito ad Andrea Brustolon mentre sotto la mensa una statua giacente raffigurante il Transito di sant'Antonio (opera di Luigi Strazzabosco, 1951). Nella terza cappella è esposta la pala con San Lorenzo "vestito da levita" di Alessandro Varotari, proveniente dalla demolita chiesa di San Lorenzo e sostituisce un trittico di Giorgio Schiavone compiuto nel intorno al 1475 e smembrato nei secoli successivi (ora la Madonna in trono con Bambino è conservata a Berlino, al Staatliche Museen, mentre le tavole laterali sono conservate nell'episcopio patavino). Nella seconda cappella sull'altare, in una cornice in rame sbalzato di Luigi Strazzabosco, è esposta una terracotta del XV secolo raffigurante Bernardino da Feltre, un tempo posta nel primo pilastro della navata centrale a memoria della vestizione del beato compiuta in quel luogo. Del Bernardino, a sulla destra, si mostra anche una reliquia, ovvero una delle vesti religiose. A sinistra, sacrificata alla vista, sta la splendida pala di Pietro Liberi La Trinità con i santi Diego, Antonio e Francesco. Nella prima cappella è posto il fonte battesimale, mentre sopra all'altare è collocato un tabernacolo per reliquie, proveniente dalla chiesa di Santo Stefano.

#### Il polittico Lion
Nella chiesa si conservava pure il polittico che commissionò Checco da Lion per l'altare di cui godeva diritto di giuspatronato. Il polittico reca ancora la data 1447 e le firme degli artisti convenuti: le tavole furono dipinte in società da Antonio Vivarini e Giovanni d'Alemagna e la cornice gotica fu plasmata da Cristoforo da Ferrara. Nel 1780 il Rossetti lo vide nella piccola sacrestia di destra, che si apre sul coro. Fu probabilmente sequestrato dalle truppe francesi. Ora è a Praga, alle Národní galerie.

### Organi a canne

#### L'organo di Bernardo d'Alemagna e dell'Antegnati
Secondo i documenti, nel 1445 Bernardo d'Alemagna era impegnato a San Francesco Grande nella costruzione di un organo che già nel 1518 l'organaro tedesco Giovanni Pietro degli Organi si impegnava a restaurate per cinque ducati d'oro. Lo strumento fu in seguito aggiornato ad opera di Giovan Battista Antegnati (1536-1538) però l'operazione fu criticatissima, tanto che l'Antegnati fu costretto a restituire la somma di pagamento. L'organo fu forse in seguito risistemato, ma non pervengono documenti ne su operazioni di restauro ne sulle effettive sorti dell'organo che probabilmente fu dismesso dopo l'arrivo dei napoleonici.

#### L'organo Pugina - Roverato
Nel 1929, i Pugina costruirono per la chiesa uno strumento a trasmissione pneumatica, fornito di una console a due manuali di 58 tasti con pedaliera di 27 note. Questo strumento, posto già nel coro, fu ristrutturato ed elettrificato nel 1973 dalla ditta Roverato che lo ha pure disposto in due corpi (a destra, Grand'organo e Pedale, a sinistra l'Espressivo e parte del Pedale), contro le pareti del coro, dietro l'altare.
Le mostre sono caratterizzate dalle canne disposte a mitria, su tutte le tre parti. Vi è pure un terzo corpo (Positivo aperto, corrispondente al primo manuale) posto alle spalle della mensa.
La console risulta quindi composta da tre manuali di 61 note ciascuna e da una pedaliera concavo-radiale di 32.

#### L'organo De Feo
Nel presbiterio trova spazio un prezioso organo positivo costruito nel 1838 dall'organaro napoletano Nicola De Feo. La facciata è composta dalle canne in stagno del Principale. Il manuale di 45 tasti ha la prima ottava in sesta. La registriera è posta a destra, azionata da pomelli.